# 黃昭順
黃昭順（1953年8月22日—），中華民國政治人物，中國國民黨籍，現任中國國民黨主席特別顧問、中華民國立法院顧問，曾任立法委員、高雄市議會議員、中國國民黨中央常務委員、高雄市黨部主委。
2020年連任失利，無緣邁向九連霸，但仍成為立法院全面改選以來最資深的女性立法委員。

## 早年
黃昭順出生於彰化縣福興鄉西勢村。父親為中國國民黨籍政治人物黃尊秋，於1987年至1993年間擔任監察院院長。兩名兄長與一位弟弟皆為醫師：小兒科兼家醫科醫師黃禎祥、皮膚科醫師黃禎憲、黃禎淦。女兒陳菁徽則為婦產科醫師。畢業於台南女中後，就讀高雄醫學院藥學系。她日後進修國立中山大學管理學院高階經營碩士班，並於2023年被中國國民黨提名為不分區立委候選人第5名。

## 政治生涯
2008年曾以高雄市最高票當選立法委員，2020年連任失敗。

### 中國國民黨黨職
- 中國國民黨中央常務委員
- 中國國民黨政策會副執行長
- 中國國民黨中央黨部副秘書長
- 中國國民黨高雄市委員會主任委員
- 中國國民黨主席特別顧問

因中國國民黨在總統選舉裡大敗（國民黨候選人韓國瑜輸民主進步黨籍現任總統蔡英文265萬票）與立委選舉裡持續未過半，江啟臣率先辭去中常委，並呼籲中常委一同辭職負責，連任立委的蔣萬安、台北市議員徐弘庭、落選立委黃昭順、彰化縣議長謝典林、落選立委沈智慧、勝選立委楊瓊瓔陸續跟進請辭中常委。

### 政策實踐
1. 協助爭取羅東藝穗節預算
2. 協助將大小龜山、半屏山納入壽山國家自然公園範圍[5][6][7]
3. 促建構左營宗教文化城[8][9][10][11][12][13][14][15][16][17]
4. 爭取高雄鐵路地下化[18][19][20][21][22][23][24][25][26][27]
5. 爭取高雄空港納入《國際機場園區條例 》 [28][29][30]
6. 爭取「國道警察危險加給」 [31][32][33]
7. 爭取梅嶺受難家屬獲得理賠[34][35]
8. 推動特約藥局其健保IC卡登錄及上傳[36][37]
9. 推動楠梓後勁溪整治[38][39][40][41][42]
10. 協助莫拉克風災災後重建及後續國賠[43][44][45][46][47]
11. 爭取西青埔垃圾掩埋場轉型楠梓都會公園[48][49][50][51]
12. 推動騎乘機車須配戴安全帽「流汗總比流血好 」[52]
13. 推動騎單車須配戴安全帽[53][54][55]
14. 爭取國道一號鼎金系統增設鼎力路南下出口匝道[56]
15. 推動《動物保護法》修法將禁食貓狗肉規範入法[57]
16. 協助推動 《船舶法修正草案》增訂 《遊艇專章》[58][59]
17. 提出《貨物稅條例修正草案 》減輕民眾換車負擔[60]
18. 保障婦女生產推動《生產事故救濟條例》[61][62][63][64][65]
19. 支持乳癌初期藥物納入健保[66][67]
20. 推動《教師待遇條例 》保障教師權益 [68]
21. 維護勞工權益順利 「推動勞工工時縮短」 [69][70]
22. 減輕長照家庭壓力推動《長期照顧服務法》[71][72][73]
23. 促高雄「中山博愛路貫通」[74][75]
24. 爭取設立高雄大學[76][77]
25. 爭取世運主場館預算解凍 [78][79]
26. 促營造產學合作基地[80]
27. 爭取有薪產假、陪產假入法[81][82][83]
28. 促育嬰假修法保障婦女工作權益[84][85][86]
29. 推動 《老年農民福利津貼暫行條例》

## 爭議事件

### 「黃三線」事件
2016年5月23日，客委會主委李永得到立法院備詢，處理客委會預算解凍。黃昭順搶頭香，第一個登記質詢卻搞烏龍問李永得：「浪漫台三線，你要讓我知道是哪三條線？」，讓李尷尬直回：「委員，台三線不是三條線，而是沿線有客家地景的一條公路」。

### 音樂家控訴亂入表演
高雄資深音樂家紀華朗（2019年3月9日）在臉書指出，國民黨立委黃昭順在表演期間跑攤，沒打招呼就逕自上台說話，硬生生地打斷表演，讓他感到很「生氣」。對此，黃昭順說:「我從來就不會去打斷人家唱歌」，並表示「根本問題不在我！」。 
據《蘋果日報》報導，針對紀華朗的指控，黃昭順受訪時先是說，「我從來就不會去打斷人家唱歌」，並解釋當時是主辦單位邀請她上台致詞，強調並沒有打斷表演者。但黃昭順也說，是主辦單位邀請她上台致詞，如果表演者覺得不舒服，那她可以向他們道歉，「但是我覺得，根本問題不在我！」強調自己是去幫高雄做城市行銷。

### 兩岸人民關係條例
2019年4月24日由黃昭順、顏寬恒等16位立法委員的提案(院總第1554號 委員提案第23190號)，大意是說「中國大陸實施一胎化，所以當獨生女或獨生子和台灣人結婚後移民台灣，年歲漸長、患疾在身留在中國大陸的雙親無人照料。根據現行規定，陸籍雙親來台以半年為限，徒增社會問題，且剝奪人民遷徙自由。基於人道及倫理考量，應修法放寬條件，保障基本人權。」黃昭順等立法委員提議修正《兩岸人民關係條例》第16條，讓「符合長期照顧服務法第三條第一款、第二款、第三款者，得申請在臺灣定居。」按照《長期照顧服務法》來看，即「身心失能的人」和「照顧失能的人」得申請在台灣定居，而且並沒有限定是台灣人的配偶，引發熱議。此提案近日在網路上引發熱議，有民眾直指條文中並未限制申請來台者必須與在台陸籍移民有親屬關係，等於讓台灣變成「中國大陸人的長照天堂」，痛批提案立委黃昭順根本是「長照吳三桂」。沈智慧立委也致歉並未看清楚提案內容，也提早撤掉連署。2019年4月26日，黃昭順自稱「因為選舉將近，刻意無限上綱」自己將該修正案撤案。

### 「選輸要跳蓮池潭」事件
2019年12月15日與中國國民黨總統候選人、時任高雄市市長韓國瑜在高雄蓮池潭造勢活動的遊戲中，對韓國瑜說「選輸…輸了要跳蓮池潭喔」，被認為是許下若在立法委員選舉中落敗，便要跳蓮池潭的承諾的「祭品文」。但也有媒體指出黃當時可能是口誤，本意是在開玩笑說玩遊戲輸了便要跳蓮池潭，而不是指立法委員選舉。
黃昭順在2020年中華民國立法委員選舉開票當天確定落敗之後，被網友回帶翻出之前所說的話，並被敦促「兌現承諾」，其Facebook粉絲專頁也遭到洗版，被迫關閉。其後黃昭順陣營對此事回應稱黃昭順當天的發言只是玩遊戲時開的玩笑，「請大家輕鬆以對，無須過於認真」。同為中國國民黨籍的高雄市議員李雅芬也出面回應稱若黃昭順真的打算跳蓮池潭，將會由她來跳作為替代。而同樣參加這次立法委員選舉、民主進步黨籍的管碧玲和劉世芳也出面調停，為黃昭順解圍。

### 特權施打疫苗
黃昭順被爆料曾於2021年5月30日到高雄義大醫院大昌分院施打AZ疫苗，引發各界關於其施打疫苗資格的爭議，並被質疑作爲非一線醫務人員特權凌駕防疫之上。高雄市長陈其迈31日於防疫會議回應稱，黃昭順不在高雄的造冊名單，高雄市的原則很簡單「没有在造册名单里面、就不是施打对象」，按照造册的名单逐序施打。黃昭順本人回應，自己是藥師，只是登錄在台北市，之前有接獲通知要前往施打，不過經過詢問家庭醫師後，最後使用醫護施打剩下的疫苗來打，是希望不要浪費疫苗能妥善利用。院方則聲明，是經她要求避免其再南北奔波，在不影響任何衛生局端造冊安排需接種者情況下，協助疫苗注射。6月1日，黃昭順表示，她重操藥師舊業，確實在診所服務，大疫當前，此時此刻全國上下忙抗疫，造成各界關注深表歉意。。

## 個人生活
黃昭順有兩段婚姻。他與第一任丈夫高雄市議會左營楠梓區前議員陳雲龍，育有一女陳菁徽，曾任醫生，現為立法委員。現任丈夫王崇儀為馬政府時期的海巡署前署長。

## 選舉紀錄
| 年度 | 選舉屆數             | 選舉區                                 | 所屬政黨   | 得票數    | 得票率 | 當選標記 | 備註 |
| ---- | -------------------- | -------------------------------------- | ---------- | --------- | ------ | -------- | ---- |
| 1981 | 第一屆高雄市議員選舉 | 高雄市第二選舉區                       | 中國國民黨 | 7,538     | 8.55%  |          |      |
| 1985 | 第二屆高雄市議員選舉 | 高雄市第二選舉區                       | 中國國民黨 | 8,871     | 9.12%  |          |      |
| 1989 | 第三屆高雄市議員選舉 | 高雄市第二選舉區                       | 中國國民黨 | 14,927    | 13.52% |          |      |
| 1992 | 第二屆立法委員選舉   | 高雄市第一選舉區                       | 中國國民黨 | 43,111    | 12.31% |          |      |
| 1995 | 第三屆立法委員選舉   | 高雄市第一選舉區                       | 中國國民黨 | 42,571    | 11.77% |          |      |
| 1998 | 第四屆立法委員選舉   | 高雄市第一選舉區                       | 中國國民黨 | 72,328    | 16.47% |          |      |
| 2001 | 第五屆立法委員選舉   | 全國不分區選舉區                       | 中國國民黨 | 2,875,973 | 27.85% |          |      |
| 2004 | 第六屆立法委員選舉   | 全國不分區選舉區                       | 中國國民黨 | 3,131,228 | 32.22% |          |      |
| 2008 | 第七屆立法委員選舉   | 高雄市第一選舉區                       | 中國國民黨 | 92,417    | 58.30% |          |      |
| 2010 | 第一屆高雄市市長選舉 | 高雄市                                 | 中國國民黨 | 319,171   | 20.52% |          |      |
| 2012 | 第八屆立法委員選舉   | 高雄市第三選舉區                       | 中國國民黨 | 101,055   | 48.72% |          |      |
| 2016 | 第九屆立法委員選舉   | 全國不分區及僑居國外國民立法委員選舉區 | 中國國民黨 | 3,280,949 | 26.91% |          |      |
| 2020 | 第十屆立法委員選舉   | 高雄市第三選舉區                       | 中國國民黨 | 87,665    | 37.49% |          |      |

## 外部連結
- 黃昭順立委溫馨服務網 （页面存档备份，存于）
- 黃昭順的Facebook專頁
- YouTube上的黃昭順頻道